# Thomas Kjellerup
Thomas Kjellerup (født i Odder 7. februar 1958) er en dansk sanger og sangskriver.
Thomas Kjellerup fik sit gennembrud som visesanger med "Annis sang" i 1991 på albummet Ved siden af mig. Siden har han udgivet mange sange som er blevet kendte som, f.eks. "Jeg tror der findes nisser", "Juliette", "Bjørnen vågner" (tekst af Benny Andersen) og "Så smuk som i går". Thomas Kjellerup skriver selv de fleste af sine sange.

## Diskografi
Diskografien er sammensat ud fra discogs og Thomas Kjellerups egen hjemmeside.

### Album
- Sælungen Sally (1984, kor: Vesterbyens Skolekor)
- Tilfældigvis (1985, under navnet Rup & Stub)
- Nu Kommer Dagen Stille (1987)
- En Sang Alene (1989)
- Nu Er Julen Begyndt (1990)
- Ved Siden Af Mig (1991)
- Nu Er Ventetiden Forbi (1993)
- Troubadour (1995)
- Sommerhus (1999)
- Skrøbelige Hjerte (2002)
- Høstfest (2018)

### Singler
- Det' Ok Nu (1985, under navnet Rup & Stub)
- Jeg tror der findes Nisser (1987)
- Ø•tur Med Lilla Dan (maxi, 1991, med Peter Abrahamsen & Roxy Trioen, Povl Dissing, Dræsinebanden, Helge Engelbrecht & [Tommy Rasmussen, Freja Hanne Thordsen, Thomas Kjellerup, Bente Kure & Leif Ernstsen, Anders Roland, Tørfisk)
- Drømmenes Troubadour (1995)
- Ved Siden Af Mig

### Opsamlinger
- Album - 20 sange (1994)
- Til Anni - Og Alle De Andre (dobbelt-cd, 1997)
- Komplet samling (boks med 9 cd'er, 2007)
- Bjørnen vågner (2003)
- Alle de bedste (2009)

## Bøger
- Sangbogen - de håb og de sange (2005)